# Impasse Guéménée
Impasse Guéménée är en återvändsgata i Quartier de l'Arsenal i Paris 4:e arrondissement. Impasse Guéménée, som börjar vid Rue Saint-Antoine 26, är uppkallad efter den bretonska familjen Rohan-Guémené, som övertog Hôtel de Lavardin, sedermera benämnt Hôtel de Rohan-Guémené.
I början av 1600-talet gick gatan under namnet Cul-de-sac du Ha! Ha!.

## Omgivningar
- Saint-Paul-Saint-Louis
- Saint-Denys-du-Saint-Sacrement
- Jardin Arnaud Beltrame
- Place des Vosges
- Place de la Bastille
- Opéra Bastille
- Cour Bérard

## Bilder
| - Saint-Paul-Saint-Louis. - Saint-Denys-du-Saint-Sacrement. - Place de la Bastille. - Cour Bérard. |

## Kommunikationer
- Tunnelbana – linjerna    – Bastille
- Busshållplats Birague – Paris bussnät, linjerna 29 76 N11 N16